# سيفاستوبول (ويسكونسن)
سيفاستوبول (بالإنجليزية: Sevastopol, Wisconsin)‏ هي بلدة تقع بولاية ويسكونسن في الولايات المتحدة. تبلغ مساحتها 234.6 (كم²)، وترتفع عن سطح البحر 180 م، بلغ عدد سكانها 2667 نسمة في عام 2000 حسب إحصاء مكتب تعداد الولايات المتحدة وتصل الكثافة السكانية فيها 19.9 نسمة/كم2.

## وصلات خارجية
- The US50 - Cities and Towns in Wisconsin State
- Wisconsin Cities and Towns, Facts, Map, Flag, Colleges, Government, and More